# Emmanuelle Gagliardi
Emmanuelle Gagliardi (Genf, 1976. július 9. –) svájci teniszezőnő. 1994-ben kezdte profi pályafutását, nyolc egyéni és hat páros ITF-tornát nyert meg. Legjobb egyéni világranglista-helyezése negyvenkettedik volt, ezt 2002 májusában érte el.

## Eredményei Grand Slam-tornákon

### Egyéniben
| Torna           | 2007   | 2006   | 2005   | 2004   | 2003   | 2002   | 2001   | 2000   | 1999   | 1998   | 1997   |
| --------------- | ------ | ------ | ------ | ------ | ------ | ------ | ------ | ------ | ------ | ------ | ------ |
| Australian Open | 1. kör | 1. kör | 1. kör | 2. kör | 2. kör | 2. kör | 3. kör | 2. kör | -      | 1. kör | 1. kör |
| Roland Garros   | 1. kör | 2. kör | 4. kör | 1. kör | 2. kör | 1. kör | 1. kör | 2. kör | 2. kör | 2. kör | 2. kör |
| Wimbledon       | 1. kör | 1. kör | 1. kör | 3. kör | 2. kör | 2. kör | 3. kör | 1. kör | 1. kör | 1. kör | 2. kör |
| US Open         | 1. kör | -      | 1. kör | 1. kör | 1. kör | 1. kör | 1. kör | 1. kör | 1. kör | 1. kör | 1. kör |

## Év végi világranglista-helyezései
| Év       | 1992 | 1993 | 1994 | 1995 | 1996 | 1997 | 1998 | 1999 | 2000 | 2001 | 2002 | 2003 | 2004 | 2005 | 2006 | 2007 |
| Helyezés | 669. | 484. | 330. | 232. | 110. | 77.  | 105. | 68.  | 97.  | 69.  | 61.  | 56.  | 104. | 93.  | 113. | 131. |